# نوفوروسيسك
نوفوروسيسك (بالروسية: Новороссийск) هي إحدى مدن روسيا في الكيان الفدرالي الروسي كراسنودار كراي. ومساحتها 835 كيلومترا مربعا وتعداد نفوسها 250 ألف نسمة. المدينة أضخم ميناء تجاري روسي على البحر الأسود، وهي مركز صناعي ومحور نقليات مهم.

## نبذة عن تاريخ تأسيس المدينة
تأسست المدينة عام 1838، وتشير الوثائق الرسمية ونتائج الابحاث إلى ان الهدف من إنشاء المدينة هو تحقيق اهداف إستراتيجية مهمة للدولة الروسية في تلك المنطقة. حيث كانت الحكومة الامبراطورية تراقب باهتمام الأحداث الجارية في المنطقة وساهمت بفعالية في حماية الحدود الجنوبية وتوسيعها. لذلك اتخذت الحكومة الامبراطورية قرارا بانشاء تحصينات عسكرية على ساحل البحر الأسود ومن ضمنها إنشاء تحصينات على ضفاف خور تسيمس (حاليا نوفوروسيسك) الذي لا يتجمد في فصل الشتاء. وفي عام 1839 أطلق على هذه التحصينات اسم -نوفوروسيسك.
وبهدف تطوير المدينة اقتصاديا تقرر عام 1845 إنشاء ميناء تجاري فيها يتمكن من استقبال السفن الروسية والاجنبية. وتوسعت البلدة وازداد عدد سكانها وبنيت فيها أول كنيسة عام 1846 (كنيسة القديس نيقولاي).
في عام 1869 منحت البلدة الميناء صفة مدينة، وبعد اكتشاف مكامن غنية للمواد الخام الداخلة في صناعة الاسمنت تم إنشاء أول مصنع للاسمنت الذي باشر بالإنتاج عام 1882.
في عام 1888 ربطت المدينة بخط سكك الجديد مع مدينة يكاتيرنودار (كراسنودار حاليا). وفي عام 1893 بدأت أول محطة كهربائية في العالم بانتاج تيار كهربائي ثلاثي الاطوار.
بعد ثورة أكتوبر عام 1917 كانت المدينة ساحة للصراع بين مناصري السلطة السوفيتية ومعارضيها، لذلك كانت السلطات تنتقل من طرف إلى اخر. انتهت هذه الحالة عام 1920 بعد ان غادر الجنرال دينيكين واتباعه المدينة عن طريق البحر. بعد ان هدأت الامور في المدينة واستقرت، افتتحت فيها مدارس كثيرة ومؤسسات صحية وصناعية عديدة وتوسعت المدينة كثيرا، وفي عام 1940 تم القضاء على الامية في المدينة نهائيا.

## الحرب الوطنية العظمى (1941 – 1945)
خلال الحرب الوطنية العظمى كانت المدينة اخر خط دفاعي الذي وقف عنده زحف القوات الألمانية الفاشية المتوجهة نحو مناطق القوقاز. ومع ذلك تمكنت القوات الألمانية من احتلال بعض مناطق واحياء من المدينة عام 1942 . وفي بداية شهر فبراير/ شباط عام 1943 تمكنت القوات السوفيتية من القيام بعملية انزال جبارة وتمكنت من احتلال منطقة صغيرة أطلق عليها فيما بعد اسم «الأرض الصغيرة» وتمكنت قوات الانزال ليس فقط من الدفاع عن هذه الأرض لمدة 225 يوما، بل وكبدت المعتدي خسائر جسيمة في الارواح والمعدات. وتم تحرير المدينة بالكامل في شهر سبتمبر/ ايلول عام 1943 .
بعد تحرير المدينة بدأت مباشرة عمليات إعادة بناء ما دمره المعتدي وبذل سكان المدينة قصارى جهدهم في اعمار مدينتهم واعادة المؤسسات الصناعية والتعليمية والصحية للعمل.
وتثمينا لهذه الجهود والبطولات والبسالة التي ابداها المدافعون عن الأرض الصغيرة منحت المدينة وسام الحرب الوطنية العظمى من الدرجة الأولى ولقب «المدينة البطلة»

## نوفوروسيسك اليوم
مدينة نوفوروسيسك اليوم من المراكز الصناعية الكبيرة في الجنوب الروسي حيث تعتبر المركز الرئيسي لإنتاج الإسمنت (5 مصانع)، كما توجد فيها مصانع بناء الماكينات وصيانة السفن ومصانع الأجهزة الكهربائية والراديو، إضافة لذلك فيها مصانع لإنتاج مواد البناء ومصانع المواد الغذائية ومصانع الجعة وتعليب الأسماك وغيرها.

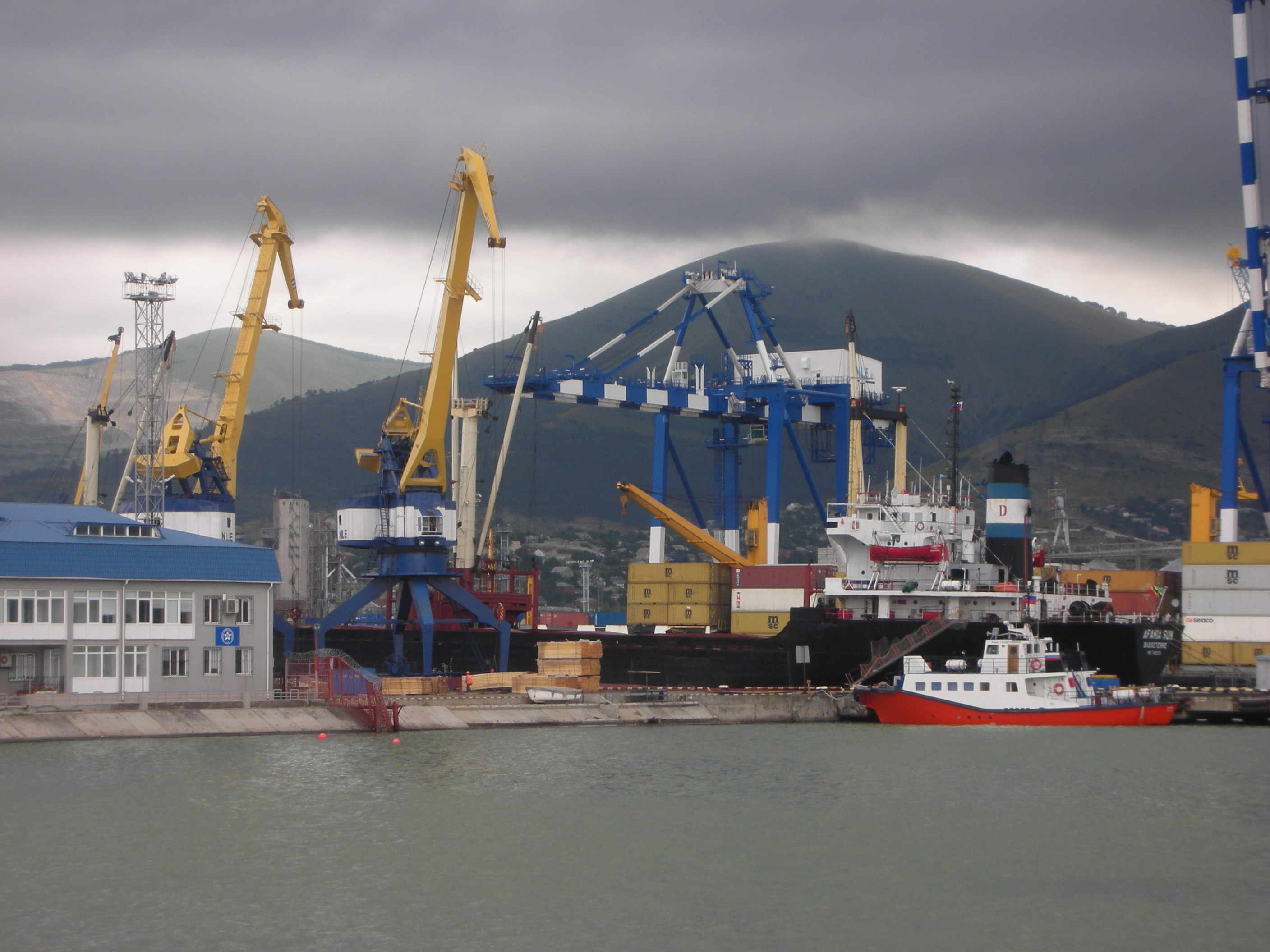
ميناء نوفوروسياسك

توجد في المدينة أكاديمية الإميرال أوشاكوف البحرية الحكومية(بالروسية: Государственный морской университет имени адмирала Ф. Ф. Ушакова) وكذلك عدد من فروع الجامعات والمعاهد الحكومية، كما فيها مجموعة من المعاهد المهنية المتوسطة وعدد من المكتبات العامة.
كما تعمل في المدينة بعض المسارح مثل المسرح الشعبي للدراما ومسرح الشباب ومسرح الباطروس للطلائع وغيرها. وتشتهر مدينة نوفوروسيسك بمتاحفها العديدة مثل المتحف الحكومي لتاريخ المدينة والمنطقة وقاعة المعروضات الفنية ومتحف تاريخ صناعة الإسمنت ومتحف المدينة ومتحف الكاتب أوستروفسكي وقاعة الفنون المعاصرة. كما فيها عدد من دور السينما والنوادي الاجتماعية.
كما أن المدينة غنية بالمتنزهات والحدائق مثل حديقة بوشكين المركزية ومتنزه لينين ومتنزه فرونزه ومتنزه ماركس والعديد غيرها من المتنزهات والحدائق العامة. كما توجد في المدينة القبة الفلكية وحديقة مائية (أكوابارك).
تقام في المدينة مهرجانات سنوية مثل المهرجان التلفزيوني الدولي «العقدة البحرية» للشباب ومسابقة «ملكة جمال نوفوروسيسك» الذي يعتبر إحدى مراحل انتخاب ملكة جمال روسيا.

## المعالم الأثرية والمعمارية
من معالم المدينة المشهورة متحف الأرض الصغيرة – أطلق هذا الاسم على قطعة الأراضي التي تمكنت القوات السوفيتية من القيام بإنزال بحري عسكري عليها والدفاع عنها مدة 225 يوما أي لحين تحرير المدينة بالكامل. والمتحف عبارة عن مجمع في الهواء الطلق يتضمن نصباً من الغرانيت لسفينة الإنزال وسفينة من البرونز وعلى متنها الأيسر نصب من البرونز لمجموعة من 9 أفراد تتأهب لعملية الإنزال.

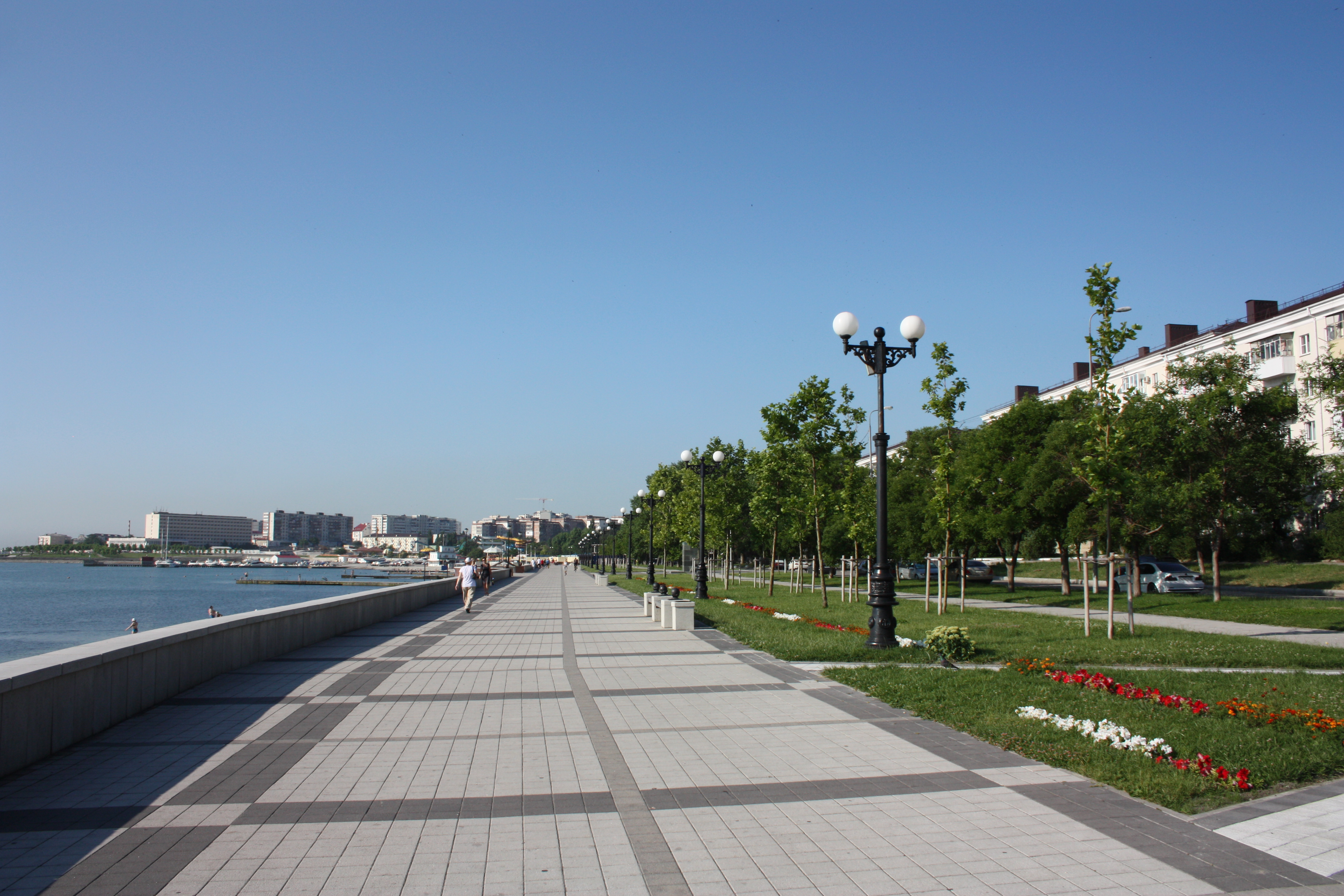
كورنيش المدينة

في داخل المجمع – متحف وقاعة لصور المجد العسكري وهي عبارة عن سلم مصنوع من حجر الغرانيت الأحمر وعلى جانبيه دوِّنت أسماء الوحدات العسكرية التي شاركت في العملية، كما فيه 30 صورة برونزية لمقاتلين منحوا لقب «بطل الاتحاد السوفيتي». في وسط القاعة نصب «القسم» التذكاري وفيه نص القسم الذي كتبه المدافعون عن الأرض الصغيرة بدمهم «لقد أطلقنا على قطعة الأرض التي اقتطعناها من مخالب العدو المحتل في ضواحي نوفوروسيسك اسم» الأرض الصغيرة «ومع كونها صغيرة إلا أنها أرضنا السوفيتية ومروية بدمائنا وعرقنا ولن نتنازل عنها لأي عدو مطلقا». وحول هذا المجمع توجد الخنادق والممرات التي ما زالت قائمة منذ فترة المعارك كما توجد معدات حربية من تلك الفترة. افتتح هذا المجمع التذكاري يوم 16 سبتمير/ أيلول عام 1982 الذي صادف الذكرى الـ 39 لتحرير المدينة.
وتوجد في ضواحي المدينة مجموعة كبيرة من المنتجعات والمصحات وأماكن الاستجمام التي يقصدها السياح من روسيا ومن البلدان الأجنبية لما تتمتع به من طبيعة خلابة ورائعة. ومن أجمل ما في المنطقة بحيرة «ابراو» التي تعتبر البحيرة الأكبر والأنظف في شمال القوقاز. ويوجد إلى جانب هذه البحيرة الساحرة مزرعة للكرمة ومصنعا لإنتاج الشامبانيا الذي ينتج أشهر أنواع الشمبانيا في روسيا منذ سنوات طويلة. بني هذا المصنع عام 1870 بأمر من القيصر ألكسندر الثاني بجانب البحيرة ونهر«ديورسو» كما أُنشئت مزرعة باسم «ابراو – ديورسو» تعود ملكيتها للعائلة القيصرية.
هناك في ضواحي المدينة القريبة عدد من دور الراحة والمنتجعات السياحية التي يقصدها السياح على مدار السنة.